# The Press Illustrated
The Press Illustrated è un cortometraggio muto del 1904 diretto da Lewin Fitzhamon.

## Produzione
Il film fu prodotto dalla Hepworth.

## Distribuzione
Distribuito dalla Hepworth, il film - un cortometraggio della lunghezza di 61 metri - uscì nelle sale cinematografiche britanniche nel luglio 1904.